# (34569) 2000 ST306
2000 ST306 (asteroide 34569) é um asteroide da cintura principal. Possui uma excentricidade de 0.05859130 e uma inclinação de 5.25689º.
Este asteroide foi descoberto no dia 30 de setembro de 2000 por LINEAR em Socorro.